# Такстер, Филлис
Филлис Сент Феликс Такстер (англ. Phyllis St. Felix Thaxter; 20 ноября 1919, Портленд, Мэн — 14 августа 2012[…], Лонгвуд, Флорида) — американская актриса.

## Биография
Родилась в Портленде, штат Мэн, в семье судьи и бывшей актрисы. В 1940 году она дебютировала на Бродвее, и благодаря ряду успешных ролей привлекла внимание голливудских продюсеров. В 1944 году состоялся кинодебют Такстер в военной драме «Тридцать секунд над Токио». Последующие годы актриса много снималась на большом экране, появившись в картинах «Море травы» (1947), «Кровь на Луне» (1948), «Акт насилия» (1948), «Знак Овна» (1950), «Переломный момент» (1950), «Не её мужчина» (1950) и «Винтовка Спрингфилда» (1952).
В 1952 году из-за диагностированного у неё полиомиелита, Такстер была вынуждена ограничить свои появления в кино, став в большей степени работать на телевидении на второстепенных ролях. В дальнейшие годы она снялась в таких телесериалах как «Кульминация», «Альфред Хичкок представляет», «Караван повозок», «Сыромятная плеть», «Бонанза», «Сумеречная зона» и «Она написала убийство». В 1978 году, после двадцати лет работы на телевидении, актриса вернулась на большой экран с ролью Марты Кент в популярном приключенческом фильме «Супермен».
В 1944 году Такстер вышла замуж за продюсера Джеймса Томаса Обри мл., от которого родила двух детей. В 1962 году, сразу после развода, актриса вышла замуж за Гилберта Ли, с котором оставалась вместе до его смерти в 2008 году. Филлис Такстер умерла 14 августа 2012 года после девяти лет борьбы с болезнью Альцгеймера в возрасте 92 лет. В соответствии с её желанием, она была кремирована, а прах развеян в Атлантическом океане. Её вклад в киноиндустрию США отмечен звездой на Голливудской аллее славы.